# 葛原しげる

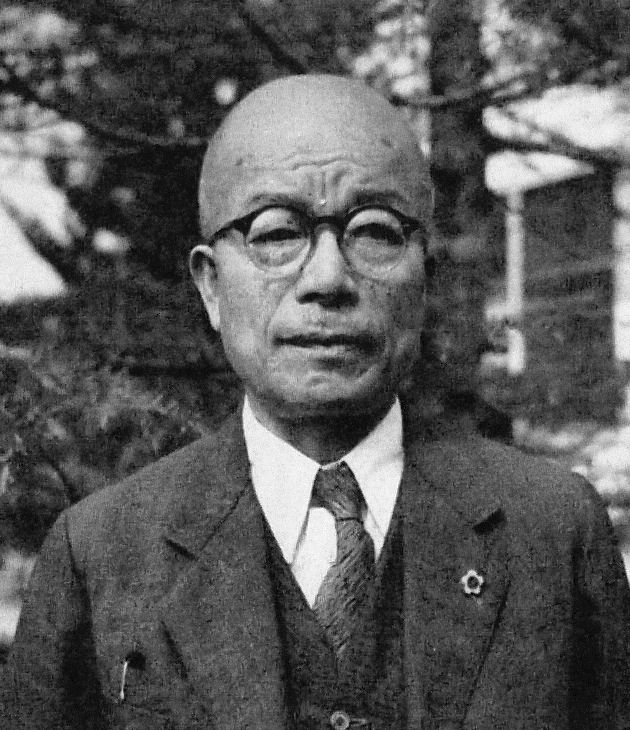
葛原しげる

葛原 しげる（くずはら しげる、1886年〈明治19年〉6月25日 - 1961年〈昭和36年〉12月7日）は、日本の童謡詩人、童謡作詞家、童話作家、教育者。福山市名誉市民。なお「しげる」の正しい漢字は𦱳（滋の旧体。草冠でなくソ一と書く）。ただし普段使用される漢字でないため、「しげる」とひらがなで表記することが多かった。葛原「慈」名義での録音も存在する。北原白秋門下の歌人・葛原繁とは別人。

## 経歴
広島県安那郡八尋村（現在の福山市神辺町八尋）生まれ。祖父は盲目の琴の名手、葛原勾当（諱重美）。母（葛原勾当の次男の妻）は岡山県議会議長などを務めた三宅栗斎の兄弟。1903年（明治36年）福山中学校（現・福山誠之館高校）卒業、年齢不足のため、翌1904年（明治37年）東京高等師範学校（現・筑波大学）英語科入学。在学中から泰西名曲に詩をつけて合唱用に発表する。
1908年に高等師範学校英語科を卒業。1909年に九段精華学校初等科訓導となる。1910年同文館が観光する雑誌『小学生』の編集主任を兼務し、1912年には博文館編集局に入る。博文館では『少年世界』『幼年世界』の編集に携わりながら、自らも雑誌などに唱歌を発表する。1914年頃から小松耕輔、梁田貞らと幼年唱歌の研究をはじめ、全12集（120曲）から成る『大正幼年唱歌』（1915年8月～1918年1月）を刊行する。当時、幼児向け唱歌の多くが外国曲の応用や難解な歌詞で占められる中、『大正幼年唱歌』は実際に幼児に接する保母の意見を聞きながら創作された点が画期的だった。
また、父親の薦めで宮城道雄と親交を結び、1917年（大正6年）「春の雨」を発表。葛原は小学校や幼稚園向けの唱歌とは別に、家庭向きの子供のための歌の必要性を考え、当時はまだピアノよりも一般家庭に普及していた箏を伴奏に、宮城とのコンビで多数の童曲を発表した。宮城作品全425曲のうち、葛原作詞の童曲は98曲にも及び、まだ無名だった宮城を後援者として支え、生涯変わらぬ友情を持ち続けた。1908年、『赤い鳥』が創刊されると童謡運動が展開され、1920年頃から童謡は全国的に流行する。これに対し、葛原は童謡が大人の視点から創作されている点を批判し、童謡は幼児を喜ばせるものでなければならないと主張し、西條八十と激しい論戦を繰り広げたこともあった。
『大正幼年唱歌』が幼稚園関係者に受け入れられて版を重ねる一方で、葛原たちは『大正少年唱歌』（1919～1929）や『昭和幼年唱歌』『昭和少年唱歌』（1932年）を発表した。
1945年（昭和20年）九段精華学校・九段精華高等女学校が戦火によって廃校となり帰郷。地元の私立至誠高女（広島県立至誠高校を経て、現在は広島県立戸手高等学校）の校長に就任し、1960年（昭和35年）まで勤務する。いつもニコニコピンピンをモットーとした「ニコピン先生」として、周りの人々に親しまれた。1959年藍綬褒章を受章。
1961年（昭和36年）東京教育大学の構内で倒れ、75歳で没した。1970年、旧神辺町名誉町民、のち福山市名誉市民。

## 業績
生涯に作詞した童謡は4000篇とも言われる。代表作に「夕日」「とんび」「白兎」「キユーピーさん」「羽衣」「たんぽぽ」などがある。「夕日」については、元々は洋楽の童謡で「夕日」の詩は当初「きんきんきらきら」であったが、小学校2年生の長女に「『きんきんきらきら』は朝日」で「夕日は『ぎんぎんぎらぎら』でしょう」と言われて変更したことで名作となったという逸話が残る。同曲は、1921年（大正）10年に室崎琴月作曲でレコード発売され、全国的に有名になった。現代において、葛原の作品は文学性・芸術性が低いものと評価されるが、それはどこまでも幼児のための唱歌を教育的立場から創作し続けたためであり、幼児教育上無視できないものと考えられている。
長年、作詞・作曲者不詳の文部省唱歌「村祭」とされてきたが、近年、葛原作詞、南能衛作曲とされた。また、ボーイスカウトの日本連盟歌「花は薫るよ」の作詞や、広陵高校、真岡高校、明大中野高校、広島大学附属福山中学校・高等学校、香川県立高松商業高等学校など、全国約400の校歌の作詞も手がけている。自分の額から掌を下ろし「ここから下は青年じゃ」というのが口癖だったらしい。明るく前向きな生き方を死の直前まで示したという。毎年命日の12月7日になると、生家の前で「ニコピン忌」が行われ、子どもたちが童謡を歌う。現在、地元では「葛原文化保存会」が組織され、葛原しげるとその祖父葛原勾当の遺徳を顕彰している。